# Persone di nome Viktor/Calciatori
| Questa pagina contiene informazioni ricavate automaticamente dalle voci biografiche con l'ausilio del template Bio e di un bot. L'aggiornamento è periodico e automatico e ricostruisce completamente la pagina. Se manca una persona in questa lista, sei pregato di non aggiungerla, ma accertati piuttosto che la sua voce biografica contenga il template Bio e che i dati anagrafici siano correttamente compilati. Se il template Bio manca, inseriscilo tu stesso o, in alternativa, metti l'avviso {{tmp\|Bio}} che ne segnala la mancanza. Se i dati riportati sono sbagliati, correggi direttamente la voce biografica; le modifiche saranno visibili in questa lista entro pochi giorni. Per chiarimenti vedi il progetto antroponimi. La lista contiene solo le 72 persone che sono citate nell'enciclopedia e per le quali è stato implementato correttamente il template Bio. Pagina aggiornata al 23 mag 2025. |

Questa è una lista di persone presenti nell'enciclopedia che hanno il nome Viktor e sono calciatori.

## A(6)
- Viktor Aleksandrov, calciatore russo (Nižnij Novgorod, n. 2002)
- Viktor Alonen, ex calciatore estone (Viljandi, n. 1969)
- Viktor Örlygur Andrason, calciatore islandese (n. 2000)
- Viktor Angelov, calciatore macedone (Dortmund, n. 1994)
- Viktor Aničkin, calciatore sovietico (Sverdlovsk, n. 1941 - Mosca, † 1975)
- Viktor Bjarki Arnarsson, ex calciatore islandese (Reykjavík, n. 1983)

## B(5)
- Viktor Bannikov, calciatore sovietico (Luhyny, n. 1938 - Kiev, † 2001)
- Viktor Blizničenko, calciatore ucraino (Novohrad-Volyns'kyj, n. 2002)
- Viktor Borel, ex calciatore sovietico (Petropavlovsk-Kamčatskij, n. 1974)
- Viktor Budjanskij, ex calciatore russo (Vovčans'k, n. 1984)
- Viktor Bulatov, ex calciatore e allenatore di calcio russo (Čeljabinsk, n. 1972)

## C(4)
- Viktor Carëv, calciatore e allenatore di calcio sovietico (Mosca, n. 1931 - Mosca, † 2017)
- Viktor Chomčenko, calciatore ucraino (Luc'k, n. 1994)
- Viktor Claesson, calciatore svedese (Värnamo, n. 1992)
- Viktor Cyhankov, calciatore ucraino (Nahariya, n. 1997)

## D(2)
- Viktor Damjanić, calciatore croato (Sebenico, n. 2005)
- Viktor Dmitrenko, calciatore russo (Primorsko-Achtarsk, n. 1991)

## E(2)
- Viktor Karl Einarsson, calciatore islandese (n. 1997)
- Viktor Elm, ex calciatore svedese (Kalmar, n. 1985)

## F(1)
- Viktor Fajzulin, ex calciatore russo (Nachodka, n. 1986)

## G(7)
- Viktor Fischer, ex calciatore danese (Aarhus, n. 1994)
- Viktor Genev, calciatore bulgaro (Sofia, n. 1988)
- Viktor Getmanov, calciatore sovietico (Leselidze, n. 1940 - Rostov sul Don, † 1995)
- Viktor Gjyla, calciatore albanese (Lushnjë, n. 1982)
- Viktor Goić, ex calciatore jugoslavo (Zara, n. 1956)
- Viktor Granath, calciatore svedese (Skövde, n. 1994)
- Viktor Gyökeres, calciatore svedese (Stoccolma, n. 1998)

## H(3)
- Viktor Hej, calciatore ucraino (Nižnij Koropec', n. 1996)
- Viktor Hierländer, calciatore austriaco (Vienna, n. 1900 - † 1982)
- Viktor Hračov, ex calciatore e allenatore di calcio sovietico (Dzeržinsk, n. 1956)

## J(1)
- Viktor Johansson, calciatore svedese (Stoccolma, n. 1998)

## K(7)
- Viktor Kanevs'kyj, calciatore e allenatore di calcio sovietico (Kiev, n. 1936 - Bristol, † 2018)
- Viktor Kaplun, ex calciatore sovietico (Zaporižžja, n. 1958)
- Viktor Karpenko, ex calciatore uzbeko (Tashkent, n. 1977)
- Viktor Kornijenko, calciatore ucraino (Poltava, n. 1999)
- Viktor Kovalenko, calciatore ucraino (Cherson, n. 1996)
- Viktor Kruglov, ex calciatore sovietico (Podol'sk, n. 1955)
- Viktor Vasyl'ovyč Kuznecov, ex calciatore sovietico (Kamenolomnja, n. 1949)

## L(6)
- Viktor Leonenko, ex calciatore russo (Tjumen', n. 1969)
- Viktor Lukašenko, calciatore e allenatore di calcio sovietico (Kiev, n. 1937 - † 2022)
- Viktor Lukić, calciatore serbo (Šabac, n. 2000)
- Viktor Lundberg, ex calciatore svedese (Stoccolma, n. 1991)
- Viktor Lysenko, calciatore sovietico (Mykolaïv, n. 1947 - Mykolaïv, † 2003)
- Viktor Löwenfelt, calciatore e allenatore di calcio austriaco (Praga, n. 1889)

## M(3)
- Viktor Maier, calciatore kirghiso (Kant, n. 1990)
- Viktor Melëchin, calciatore russo (Domodedovo, n. 2003)
- Viktor Müller, calciatore austriaco (n. 1886 - † 1950)

## P(6)
- Viktor Paço, ex calciatore albanese (Valona, n. 1974)
- Viktor Pančenko, ex calciatore russo (Georgievsk, n. 1963)
- Viktor Pečovský, calciatore slovacco (Brezno, n. 1983)
- Viktor Ponedel'nik, calciatore e allenatore di calcio sovietico (Rostov sul Don, n. 1937 - Mosca, † 2020)
- Viktor Popov, calciatore bulgaro (Varna, n. 2000)
- Viktor Prodell, ex calciatore svedese (Eskilstuna, n. 1988)

## R(3)
- Viktor Rogan, calciatore serbo (Belgrado, n. 2003)
- Viktor Rönneklev, ex calciatore svedese (Jönköping, n. 1982)
- Viktor Rudyj, ex calciatore ucraino (Žytomyr, n. 1962)

## S(3)
- Viktor Samochin, calciatore sovietico (Mosca, n. 1956 - † 2022)
- Viktor Schneck, calciatore austriaco (Vienna, n. 1885 - Vienna, † 1953)
- Viktor Svežov, calciatore russo (Krasnogorsk, n. 1991)

## T(3)
- Viktor Tegelhoff, calciatore cecoslovacco (Ružomberok, n. 1918 - † 1991)
- Viktor Tranberg, ex calciatore danese (Copenaghen, n. 1997)
- Viktor Trenevski, ex calciatore macedone (n. 1972)

## V(3)
- Viktor Vasin, ex calciatore russo (Leningrado, n. 1988)
- Viktor Velkoski, calciatore macedone (Skopje, n. 1995)
- Viktor Vorošilov, calciatore sovietico (Mosca, n. 1926 - † 2011)

## W(2)
- Viktor Weißenbacher, calciatore tedesco (Pforzheim, n. 1897 - † 1956)
- Melker Widell, calciatore svedese (Billeberga, n. 2002)

## Z(1)
- Viktor Zvjagincev, calciatore sovietico (Stalino, n. 1955 - † 2022)

## Č(1)
- Viktor Čanov, calciatore ucraino (Donec'k, n. 1959 - Kiev, † 2017)

## Đ(1)
- Viktor Đukanović, calciatore montenegrino (n. 2004)

## Š(1)
- Viktor Šustikov, ex calciatore e allenatore di calcio sovietico (Mosca, n. 1939)

## Ž(1)
- Viktor Živojinović, calciatore serbo (Belgrado, n. 1999)